# 克拉米克
克拉米克（羅馬化：Keramik）是烏克蘭東部頓涅茨克州波克羅夫斯克區奥切雷蒂内市镇里的市級鎮。距離頓涅茨克30公里，海拔高度188米，2011年該市級鎮人口385。
2024年5月11日，俄羅斯方面聲稱佔領當地。